# Граница на производствените възможности
Крива на трансформация или граница на производствените възможности (на английски: Production-possibility frontier) е графичен израз на проблема с икономическия недостиг: когато икономиката е в състояние на максимална ефективност (всички ресурси са разпределени за производство) и когато има повече от един продукт, който икономиката може да произведе, производството на допълнителни единици от един от продуктите неизбежно ще доведе до производството на по-малко единици от другите продукти.
Графиката представлява теоретичен случай, при който изборът, пред който е изправена икономиката, е само между два продукта (или две продуктови групи). Тя се състои от две оси, върху които стойностите на точките представляват количеството, произведено от всеки един от продуктите (или продуктовите групи). Кривата на трансформация е събирането на всички точки на графиката, които представляват ситуация, в която не е възможно да се създадат повече единици от един от продуктите, без да се накърни производството на другия продукт.